# سيد ولي الله
سيد ولي الله (بالبنغالية: সৈয়দ ওয়ালীউল্লাহ)‏‏ (15 أغسطس 1922 في شيتاغونغ - 10 أكتوبر 1971 في باريس) مؤلف، وكاتب، وكاتب مسرحي، وروائي من الراج البريطاني.

## الجوائز
- جائزة أكاديمية البنغال الأدبية
- الجائزة الحادية والعشرون  [لغات أخرى]‏

## روابط خارجية
- سيد ولي الله على موقع IMDb (الإنجليزية)
- سيد ولي الله على موقع قاعدة بيانات الفيلم (الإنجليزية)
- سيد ولي الله على موقع كينوبويسك (الروسية)